# Platypalpus commutatus
Platypalpus commutatus är en tvåvingeart som först beskrevs av Gabriel Strobl 1893.  Platypalpus commutatus ingår i släktet Platypalpus och familjen puckeldansflugor. Inga underarter finns listade i Catalogue of Life.